# Kleidocerys resedae
La Kleidocerys resedae (Panzer, 1797) è un insetto appartenente al genere Kleidocerys, comune parassita degli alberi di betulla, che si nutre dei suoi germogli; tuttavia è piuttosto comune anche in altre piante quali azalee e rododendri.
Originario dell'America del nord è diffuso in tutta la parte settentrionale del continente e in Europa.
Di dimensioni di circa 5-11 millimetri, gli adulti sono di colore marrone rossastro, mentre le pupe sono rosso scuro e nere. Le ali sono suddivisibili in due sezioni, una più spessa vicino alla testa è di colore marrone-rosso, mentre la seconda è più sottile e trasparente. Questi insetti possiedono delle ghiandole odorifere molto sviluppate ed emettono un forte odore sgradevole all'uomo.
Durante il periodo invernale questo insetto vive rintanato in luoghi caldi e asciuti, quali vecchi alberi di betulla e anche nelle abitazioni umane, per poi iniziare a deporre le uova subito all'inizio della primavera. Le pupe, che d'aspetto hanno una forma ridotta degli adulti, si nutrono dei germogli della betulla, del rododendro e dell'azalea, e diventano adulte verso la fine dell'estate.
Usualmente si nutre dei germoglie delle piante ospite ma non disdegna di divenire predatore principale di un altro insetto che ha come habitat gli alberi di betulla, la Elasmucha grisea, delle cui uova si nutre saltuariamente.

## Sottospecie
- Kleidocerys resedae flavicornis (Duda, 1885)[2]
- Kleidocerys resedae fuscomaculatus Barber, 1953
- Kleidocerys resedae geminatus (Say, 1831)
- Kleidocerys resedae resedae (Panzer, 1793)